# Тинео, Винченцо
Винче́нцо Тине́о (итал. Vincenzo Tineo; 1791—1856) — итальянский ботаник.

## Биография
Винченцо Тинео родился в Палермо 27 февраля 1791 года в семье ботаника Джузеппе Тинео (1756—1812). С 1815 года был профессором ботаники Университета Палермо, также работал директором местного ботанического сада. В 1836 году ушёл с этих постов.
В 1838 году Тинео был назначен номинальным главой Университета Палермо.
Тинео собрал обширный гербарий растений флоры Сицилии, однако он был почти полностью уничтожен во время Сицилийской революции 1820 года. Впоследствии он старался восстановить утраченный гербарий.
Винченцо Тинео скончался 25 июля 1856 года.
Основной сохранившийся гербарий Тинео хранится в Палермском средиземноморском гербарии Университета Палермо (PAL).

## Некоторые научные публикации
- Tineo, V. Catalogus plantarum horti panormitani. — Panormi, 1827. — 284 p.

## Роды растений, названные в честь В. Тинео
- Tinea Spreng., 1820 [= Prockia P.Browne ex L., 1759]
- Tinea Biv., 1833, nom. illeg. [≡ Neotinea Rchb., 1852, nom. nov.]